# Tollendorf
Tollendorf ist ein Ortsteil der Gemeinde Göhrde im Landkreis Lüchow-Dannenberg in Niedersachsen.

## Geographie
Der Ort liegt einen Kilometer nördlich von Metzingen, dem Sitz der Gemeinde.

## Geschichte
Für das Jahr 1848 wird angegeben, dass Tollendorf elf Wohngebäude hatte, in denen 63 Einwohner lebten. Zu der Zeit war der Ort nach Hitzacker eingepfarrt, die Schule befand sich in Bredenbock.
Am 1. Dezember 1910 hatte Tollendorf als eigenständige Gemeinde im Kreis Dannenberg 112 Einwohner. Am 1. Juli 1972 wurde die bis dahin selbständige Gemeinde in die Gemeinde Metzingen eingemeindet, die am  29. Januar 1976 in Gemeinde Göhrde umbenannt wurde.

## Wirtschaft und Infrastruktur
Im Ort ist der Verlag anti atom aktuell ansässig, der eine bundesweite Zeitschrift der Anti-Atom-Bewegung verlegt.